# Библейский канон

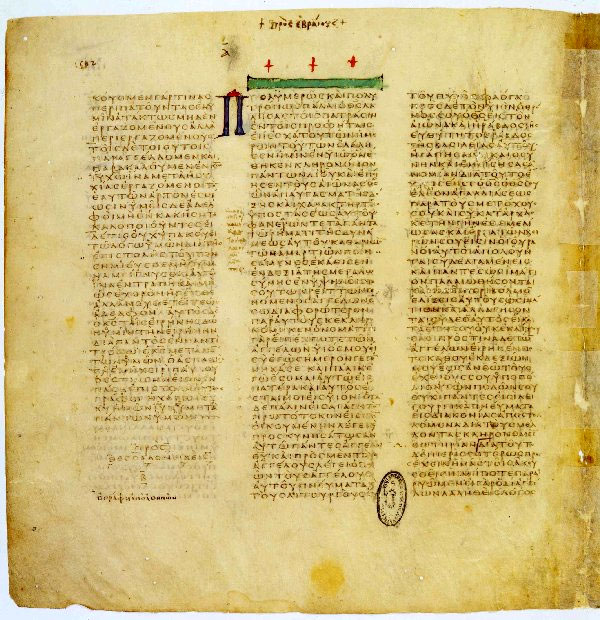
Страница из Ватиканского кодекса (1209)

Библе́йский кано́н или Кано́н книг Свяще́нного Писа́ния — список книг Библии, признаваемых в иудаизме и различными конфессиями христианства богодухновенными и служащими первоисточниками и основаниями норм веры.

## Название
В древней Церкви (у святого Иринея Лионского и других) само учение Церкви называлось «κανών» («канон»), «κανών τής πίστεως» («канон веры»), τής αληθειας («правды»); затем название «канон» было перенесено и на состав тех книг, которые содержат в себе это учение (в первый раз — у Оригена: «Scripturae canonicae» — лат. «Канонические писания»).
Многие учёные по примеру Землера объясняют слово «канон» в применении к Священному Писанию в смысле каталога, или списка книг, назначенных для чтения в церкви, так что этим названием не обозначается ни их богодухновенность, ни значение источника норм веры.
Хотя это слово иногда употреблялось в значении каталога, в большинстве случаев оно означало «norma», «regula (fidei)»; в IV же веке оно уже исключительно применялось к составу богодухновенных книг.

## История составления канона

### Танах
Книги еврейской Библии, или Танаха, составляют еврейский (иудейский) канон. Книги Танаха создавались на протяжении значительного промежутка времени: с XV века до н. э. до II века до н. э..
Указание на постепенное составление канона встречаются в самых священных книгах: вписав в книгу все слова Закона и передавая её для хранения левитам, Моисей повелел положить её одесную (справа) Ковчега завета (Втор. 31:24—26). Иисус Навин слова и откровения Господа, ему бывшие, вписал в книгу Закона, то есть присоединил к Пятикнижию Моисееву (Нав. 24:26). Самуил, обнародовав права царствия, вписал их в книгу и положил пред Господом (1Цар. 10:25), то есть в скинию, где ранее положены были писания Моисея и Иисуса Навина. Упоминаемая здесь «книга», по-видимому, была «Книга Закона», начатая Моисеем и продолженная Иисусом Навином.
Древнее существование, общая известность отдельных книг доказываются многочисленными ссылками одних священных книг на другие. При возвращении из Вавилона евреи принесли с собой в Палестину и свою главную святыню — свитки священных книг.
В состав современного Танаха входят три раздела: «Тора» (Бытие, Исход, Левит, Числа, Второзаконие), «Пророки» (книги Иисуса Навина, Судей Израилевых, Самуила, Царей, пророка Исаии, пророка Иеремии, пророка Иезекииля, 12 малых пророков), «Писания» (книги Псалтирь, Притчей Соломоновых, Иова, Песни Песней Соломона, Руфь, Плач Иеремии, Екклесиаста, Есфири, пророка Даниила, Ездры-Неемии, Хроник). Согласно святителю Епифанию Кипрскому и преподобному Иоанну Дамаскину эти книги находились в ковчеге Завета (справа от ковчега) в Иерусалимском храме.
На время «закрытия» (окончательного принятия) иудейского канона существуют различные мнения.
В первой половине XVI века протестантскими богословами была принята датировка «закрытия» иудейского канона эпохой Ездры-Неемии и «Великой синагоги» (V век до н. э.). Впервые эту гипотезу предложил еврейский учёный Илия Левита в трактате «Массорет Ха-Массорет» (1538 год). Эта концепция не оспаривалась до конца XIX века и преобладала в дореволюционной русской библеистике. На начало XXI века такая датировка встречается преимущественно в протестантской фундаменталистской литературе.
В конце XIX века еврейский историк Генрих Грец выдвинул гипотезу о том, что канон еврейской Библии определили решения синедриона в Явне (Ямнии) в конце I века н. э. Эта гипотеза была наиболее распространённой с конца XIX по вторую половину XX века. Однако, согласно Мишне, в Ямнийской академии шла дискуссия лишь о двух книгах: книге Екклесиаста и книге Песни Песней Соломона, причём имеются сведения, что споры об их достоинстве продолжались и позднее. Сведений об обсуждении в Ямнии статуса остальных библейских книг нет. В то же время есть свидетельства, что статус книг Есфири, Притчей Соломоновых и пророка Иезекииля подвергался сомнению после ямнийской эпохи. К началу XXI века гипотеза «закрытия» канона на Ямнийском синедрионе практически полностью оставлена библейской наукой.
В современной библейской науке имеются две концепции на время окончательного принятия еврейского канона. Согласно первой концепции «закрытие» еврейского канона произошло в Маккавейский период (II век до н. э.), согласно второй — в конце I — начале II века н. э., но не на Ямнийском синедрионе, который не обладал полномочиями заключать канон. Согласно второй концепции «закрытие» канона было не одномоментным решением какого-либо компетентного собрания, а представляло длительный процесс, который протекал по-разному в различных еврейских общинах.
Согласно еврейской энциклопедии, канонизация Торы относится к VI веку до н. э., раздела Пророки — к 323 году до н. э., раздела Писания — к началу II века н. э.

### Ветхий Завет
Отцы Церкви и поместные соборы IV века создавали списки Священных книг: 85-е Апостольское правило, 60-е правило Лаодикийского собора, 39-е послание Афанасия Великого о праздниках, Стихи святого Григория Богослова, Стихи святого Амфилохия Иконийского, 33-е правило Карфагенского собора. В 692 году на Трулльском соборе все эти правила были приняты вторым правилом этого собора как общеобязательные для всей Церкви, однако приведённые ими списки книг отличались, как правило, числом книг, отсутствующих в еврейской Библии, но имеющихся в греческом переводе (Септуагинта). Таким образом, в средневековье Восточная церковь не вынесла окончательного решения о составе ветхозаветной части Библии. В рукописной греческой Библии книги, имеющиеся в Септуагинте, но отсутствующие в Танахе, переписывались наравне с книгами Танаха. В Синайском (IV век), Ватиканском (IV век) и Александрийском (V век) кодексах Библии книги Септуагинты, отсутствующие в Танахе, содержатся вместе с книгами Танаха.

#### Православие
В Византии и на Руси в средние века существовали различные списки библейских книг. Состав книг Ветхого Завета в Православной церкви не был фиксированным вплоть до начала эпохи книгопечатания. Фактически решение об объёме Ветхого Завета было принято первыми издателями греческих и славянских Библий в XV—XVI веках. В состав ветхозаветных книг славянской Библии вошли все книги Танаха, а также книги Александрийского кодекса, отсутствующие в Танахе, такие как: книги Иудифи, Товита, Варуха, Послание Иеремии, Премудрости Соломона, Премудрости Иисуса, сына Сирахова, Вторая книга Ездры и три Маккавейские книги, а также Третья книга Ездры, отсутствующая в Септуагинте и переведённая с латинской Вульгаты. При этом все редакции славянской Библии не содержали указаний на разделение книг по авторитетности их статуса. В состав греческой печатной Библии также вошли книги Александрийского кодекса без разделения их статуса, Четвёртая книга Маккавейская в современной греческой Библии помещена в приложение как неканоническая. Таким образом, в отличие от греческой Библии, в славянской Библии имеется Третья книга Ездры, но отсутствует Четвёртая книга Маккавейская.
На Иерусалимском соборе 1672 года было принято, что все книги, которые признал Лаодикийский собор (все книги еврейской Библии, книга пророка Варуха и Послание Иеремии), а также книги Премудрость Соломона, Иудифь, Товия, Даниила 13-14 главы (повесть о Сусанне и история о Виле и Драконе), книги Маккавейские и Премудрость Сираха являются каноническими книгами и признаются неизменной частью Священного Писания.
На соборах русской Церкви вопрос о каноне не ставился. В катехизисе Филарета (Дроздова) 1839 года в качестве книг Ветхого Завета принимались только книги еврейского канона (Танаха).
В 1847 году архимандрит Макарий Булгаков в сочинении «Введении в православное богословие» впервые в русской богословской литературе употребил термины «канонические» и «неканонические» книги, применительно к книгам Ветхого Завета. Каноническими книгами архимандритом Макарием были названы книги еврейской Библии, неканоническими — книги, входящие в славянскую Библию, но отсутствующие в еврейской Библии, за исключением того, что «Книга пророка Варуха» и «Послание Иеремии» были отнесены им к числу канонических книг. Канонические книги были названы богодухновенными и составляющие Священное Писание богодухновенное, а неканонические книги «служат только в виде прибавления к богодухновенному Писанию, как книги добрые, назидательные, священные». Однако термин «неканонические книги» по отношению к книгам Ветхого Завета не был известен святоотеческой и византийской традициям и не употреблялся в других христианских конфессиях. Во второй половине XIX — начале XX века термин «неканонические книги» в русском богословии стал устоявшимся; неканонические книги назывались небогодухновенными, но священными и назидательными, а канонические — богодухновенными.
В Синодальный перевод, выполненный в 1876 году, входили все книги славянской Библии, причём вплоть до 1917 года во всех его изданиях не отмечалось подразделение книг Ветхого Завета по их статусу. В 1896 году новая академическая программа отнесла «Книгу пророка Варуха» и «Послание Иеремии» к неканоническим книгам. Общеупотребительным термин «неканонические книги» стал после издания Библии Московской Патриархией в 1968 году, в котором содержалось приложение «О книгах канонических и неканонических», повторяемое затем всеми последующими церковными изданиями Библии. Книги, отсутствующие в еврейском каноне, в оглавлении этих изданий были отмечены как неканонические.

#### Католицизм
В Вульгату, используемой в Католической церкви в средние века, входили все книги Танаха (причём, Книга Неемии в Вульгате называется Второй книгой Ездры), а также книги Товита, Иудифи, пророка Варуха, Послание Иеремии, Премудрости Соломона, Премудрости Иисуса, сына Сирахова, Вторая книга Ездры (в латинской традиции 3-я книга Ездры), Третья книга Ездры (в латинской традиции 4-я книга Ездры), первая и вторая Маккавейские книги. На Флорентийском соборе 1439 года эти книги, за исключением Второй и Третьей книг Ездры, были признаны богодухновенными и равными по авторитетности книгам Танаха.
Библейский канон в Католической церкви был утверждён в 1546 году на Тридентском соборе, на его 4-м заседании, хотя до этого на Западе пользовались большим авторитетом решения Лаодикийского и Карфагенского соборов, они неоднократно издавались в сборнике «Codex Canonum vetus ecclesiae Romanae», точно также как и текст используемой в богослужении Вульгаты не вызывал сомнения в его святости в католицизме. В постановлении Тридентского собора все книги Вульгаты, за исключением Второй и Третьей книг Ездры, были признаны каноническими (богодухновенными), наравне с книгами еврейского канона (Танаха). От всех соборных определений этот декрет отличается произнесением «анафемы» на христиан, несогласных с таким исчислением ветхозаветных книг. Вторая и Третья книги Ездры были изъяты из Ветхого Завета Вульгаты и помещены в приложение к ней. Книги, вынесенные в приложение, с точки зрения католического богословия являются неканоническими.
В Новой Вульгате (1979), принятой в качестве официального библейского текста в Католической церкви, приложение отсутствует, Второй и Третьей книг Ездры нет. Книги, которые были добавлены в библейский канон на Тридентском соборе, в Католической церкви называются второканоническими, то есть впоследствии включёнными в канон, в отличие от книг Танаха, которые называются «протоканоническими», то есть изначально находящиеся в каноне. Эти термины впервые употребил в 1566 году католический богослов Сикст Сиенский. Также в Новой Вульгате отсутствует молитва Манассии, имеющаяся в славянской и русской Библии.

#### Протестантизм
Необходимость в соборном утверждении библейского канона в католичестве возникла в связи с движением реформации. Протестантские деятели при переводе Ветхого Завета Священного Писания брали не Вульгату или Септуагинту, а текст масоретской редакции Танаха на древнееврейском. При этом они не включали в состав Ветхого Завета издаваемых ими Библий второканонические книги, а помещали их в раздел «Апокрифы» после книг Ветхого Завета. Эти книги протестанты объявили апокрифами, хотя эти книги неоднократно цитируются многими отцами Церкви и чтения из них входят, например, в состав православного богослужения. Книги, которые в православии и католицизме называются апокрифами, в протестантизме именуются псевдоэпиграфами. Канон Ветхого Завета в протестантизме соответствует еврейскому (масоретскому) канону Библии, отличается он лишь порядком следования книг и их разделением. В конце XX века протестантские Библии выходили, как правило, без второканонических книг.

### Новый Завет
Новозаветный канон составлялся и определялся постепенно, с полной тщательностью в рассмотрении действительного апостольского происхождения и достоинства писаний. В I веке появляются Евангелия и Послания апостольские, а вместе с ними и подложные сочинения о жизни Иисуса Христа и о христианском учении.
Во II веке появляются писания мужей, известных и чтимых в Церкви, непосредственных апостольских учеников, таких как: Климента, Поликарпа, Игнатия и других так называемых мужей апостольских. Таким образом для Церкви настала необходимость определить точно, какие именно писания она считает истинно апостольскими, священными и боговдохновенными, чтобы отделить их, с одной стороны, от подложных и содержащих неправильное учение, а с другой — от писаний мужей апостольских, хотя подлинных и содержащих правильное учение, но всё-таки человеческих и не могущих равняться по значению, важности и обязательности с писаниями божественными и откровенными. Это делала Церковь постепенно, после осторожного и тщательного решения вопроса о подлинности и происхождении писаний апостольских.
Косвенное указание на существование в Церкви определённого Канона священных книг имеется из середины II века. В это время Маркион составил свой канон из Евангелия Луки, немного отличающегося от канонического Евангелия Луки, и десяти Павловых посланий, также с альтернативными чтениями. Попытка Маркиона и других подобных побуждала Церковь точнее определить Канон, чтобы традиции гностиков противопоставить апостольское учение, содержащееся в несомненных и всей Церковью признаваемых писаниях апостольских. Во II веке никто в Церкви не сомневался относительно подлинности четырёх Евангелий, деяний апостольских и тринадцати Посланий Павловых, Первого послания апостола Петра и Первого послания апостола Иоанна. Эти книги составляли всеобщий канон во второй половине II века.
Остальные новозаветные писания, истинные и подлинные для одних Церквей, были неизвестны с этой стороны другим Церквам, а потому общее церковное признание получили после. Так, Ориген ещё в III в. не был убеждён в подлинности апостольского происхождения — Послания к Евреям, Послания Иакова, Иуды, 2-го Петра, 2-го и 3-го Иоанновых. На Западе очень долго сомневались относительно Послания к Евреям; на Востоке долго сомневались в Апокалипсисе.
Рядом с истинными апостольскими писаниями пользовались великим уважением и употреблялись в церкви до IV века некоторые неапостольские писания: послания Климента, Варнавы и Пастырь Гермы.
Церковный историк Евсевий в IV веке все новозаветные писания разделил на три класса: первый — признанные всей Церковью по апостольскому происхождению гомологумены (др.-греч. όμολογούμενα): четыре Евангелия, Деяния апостольские, четырнадцать Посланий апостола Павла, 1-е Иоанна, 1-е Петра. Второй — не всеми признаваемые или спорные антилегомены (др.-греч. ἀντιλεγομένα) или подложные (др.-греч. νόθα): из этого отдела одни, как Послания Иакова, Иуды, 2-е Петра, 2-е и 3-е Иоанна и Апокалипсис, впоследствии были признаны Церковью и внесены в Канон, а другие, как Деяния Павла, Пастырь Гермы, Апокалипсис Петра, послание Варнавы, Дидахе (Учение апостолов) и Евангелие к евреям, как не апостольские по своему происхождению, не были приняты в канон. В третьем отделе Евсевий перечисляет книги несомненно не апостольские и даже еретические.
Запад прежде Востока пришёл к признанию настоящего Новозаветного канона из 27 книг. Лаодикийский собор (360 год) при перечислении книг Нового Завета не упоминает Апокалипсиса; западные соборы в Гиппоне (393), в Карфагене (397 год), в Риме при Иннокентии I, в начале V века, и Consilium Romanum при Геласии I (493) уже утверждают весь настоящий канон. После этого долгое время против канонического достоинства тех или других книг могли высказываться лишь отдельные нерешительные голоса.

#### Попытки ревизии канона Нового Завета
Только со времени немецкой Реформации (XVI век) были высказаны в довольно решительной форме сомнения относительно канонического достоинства некоторых новозаветных книг. Так Мартин Лютер поместил в конце своей Библии Послания к Евреям, Иакова, Иуды и Апокалипсис. При этом Лютер несколько непоследовательно говорил, что не желает навязывать своё мнение другим или удалять эти четыре книги из Нового Завета. При этом для Лютера критерием каноничности было не авторство книг, а её богословская ценность. Иоганн Эколампадий говорил, что реформаторы признают все 27 книг Нового Завета, но при этом «мы не сравниваем Апокалипсис и Послания Иакова, Иуды, 2-е Петра, 2-е и 3-е Иоанна с остальными [книгами]». Этим книгам придавали лишь второстепенное значение: не исключали их из канона, но признавали неравными по достоинству с другими книгами.
В таком положении вопрос относительно канона находился до половины XVIII века. С этого времени рационализм, порвав с верой в откровение и в богодухновенность писания, накопил множество возражений против подлинности, целости и достоверности как отдельных книг, так и относительно всего Священного Писания. Главными деятелями в этом направлении были: Землер, Гризбах, Михаэлис и Эйхгорн. Они встретили дружный и основательный отпор и от католиков, и от ортодоксальных протестантов, таких как Генгетенберг, Геферник, Гэрне, Делич и Каспари.
Дело старых рационалистов продолжили Бертольд, Де-Бетте, Креднер, Рейс и многие другие. Они высказали много взглядов произвольных, личных и в самой рационалистической школе спорных. Эта школа признала за несомненно доказанное неподлинность Послания к Евреям и неподлинность 2-го послания апостола Петра, а кроме того, что Евангелие Иоанна и Апокалипсис принадлежат двум различным авторам.
Совершенно новую эпоху в области отрицательного направления составили работы Фр. Кр. Баура и основанной им Тюбингенской школы. Баур отверг и церковные, и прежние рационалистические положения, от внешней критики перешёл к внутренней, сосредоточивающей все внимание на духе, характере и тенденции книги. Результаты, добытые его работами, не отличались прочностью. Относительно посланий апостола Павла только четыре из них он признаёт за несомненно подлинные: послания к Галатам, к Римлянам и два послания к Коринфянам. Даже в самой Тюбингенской школе результаты его исследований были значительно ограничены и смягчены. Так, школа не признала несомненным и окончательно доказанным неапостольское происхождение Посланий к Колоссянам, к Филиппийцам, 1-го к Фессалоникийцам и к Филимону. Точно так же не принято положение Баура и о времени происхождения Новозаветных Писаний. Баур считал, что Евангелия и большинство других новозаветных книг появились во второй половине II-го века, но другие учёные указывали на более раннее происхождение Новозаветных Писаний.
В настоящее время в протестантизме все 27 книг Нового Завета являются каноническими.

## Каноны различных церквей и конфессий

### Ветхий Завет
|                                   | Восточная традиция   | Восточная традиция | Восточная традиция | Западная традиция           | Западная традиция | Древневосточная традиция    | Древневосточная традиция           | Древневосточная традиция    | Древневосточная традиция                         |
| Книги и отрывки                   | Синодальный перевод  | Славянский текст   | Греческий текст    | Католическая                | Протестантская    | Армянская апостольская      | Сирийская (восточная) православная | Коптская православная       | Эфиопская православная                           |
| Бытие                             | Есть                 | Есть               | Есть               | Есть                        | Есть              | Есть                        | Есть                               | Есть                        | Есть                                             |
| Исход                             | Есть                 | Есть               | Есть               | Есть                        | Есть              | Есть                        | Есть                               | Есть                        | Есть                                             |
| Левит                             | Есть                 | Есть               | Есть               | Есть                        | Есть              | Есть                        | Есть                               | Есть                        | Есть                                             |
| Числа                             | Есть                 | Есть               | Есть               | Есть                        | Есть              | Есть                        | Есть                               | Есть                        | Есть                                             |
| Второзаконие                      | Есть                 | Есть               | Есть               | Есть                        | Есть              | Есть                        | Есть                               | Есть                        | Есть                                             |
| Иисуса Навина                     | Есть                 | Есть               | Есть               | Есть                        | Есть              | Есть                        | Есть                               | Есть                        | Есть                                             |
| Судей                             | Есть                 | Есть               | Есть               | Есть                        | Есть              | Есть                        | Есть                               | Есть                        | Есть                                             |
| Руфь                              | Есть                 | Есть               | Есть               | Есть                        | Есть              | Есть                        | Есть                               | Есть                        | Есть                                             |
| Первая Царств                     | Есть                 | Есть               | Есть               | Есть (1 Самуила)            | Есть (1 Самуила)  | Есть (1 Самуила)            | Есть (1 Самуила)                   | Есть (1 Самуила)            | Есть (1 Самуила)                                 |
| Вторая Царств                     | Есть                 | Есть               | Есть               | Есть (2 Самуила)            | Есть (2 Самуила)  | Есть (2 Самуила)            | Есть (2 Самуила)                   | Есть (2 Самуила)            | Есть (2 Самуила)                                 |
| Третья Царств                     | Есть                 | Есть               | Есть               | Есть (1 Царей)              | Есть (1 Царей)    | Есть (1 Царей)              | Есть (1 Царей)                     | Есть (1 Царей)              | Есть (1 Царей)                                   |
| Четвёртая Царств                  | Есть                 | Есть               | Есть               | Есть (2 Царей)              | Есть (2 Царей)    | Есть (2 Царей)              | Есть (2 Царей)                     | Есть (2 Царей)              | Есть (2 Царей)                                   |
| Первая Паралипоменон              | Есть                 | Есть               | Есть               | Есть                        | Есть (1 Хроник)   | Есть (1 Хроник)             | Есть (1 Хроник)                    | Есть (1 Хроник)             | Есть (1 Хроник)                                  |
| Вторая Паралипоменон              | Есть                 | Есть               | Есть               | Есть                        | Есть (2 Хроник)   | Есть (2 Хроник)             | Есть (2 Хроник)                    | Есть (2 Хроник)             | Есть (2 Хроник)                                  |
| Молитва Манассии (2Пар. 36:24-34) | Есть                 | Есть               | Нет                | Нет                         | Нет               | Есть                        | Есть (не во всех списках)          | Нет                         | Есть                                             |
| Первая Ездры                      | Есть                 | Есть               | Есть (Ездры B)     | Есть (Ездры)                | Есть (Ездры)      | Есть (Ездры)                | Есть (Ездры)                       | Есть (Ездры)                | Есть (Ездры)                                     |
| Неемии                            | Есть                 | Есть               | Есть               | Есть                        | Есть              | Есть                        | Нет                                | Есть                        | Есть                                             |
| Вторая книга Ездры                | Нет (неканоническая) | Есть               | Есть (Ездры A)     | Нет                         | Нет               | Есть (I Ездры)              | Нет                                | Нет                         | Есть                                             |
| Товита                            | Нет (неканоническая) | Есть               | Есть               | Есть                        | Нет               | Есть                        | Нет                                | Есть                        | Есть                                             |
| Иудифи                            | Нет (неканоническая) | Есть               | Есть               | Есть                        | Нет               | Есть                        | Есть                               | Есть                        | Есть                                             |
| Есфири                            | Есть                 | Есть               | Есть               | Есть                        | Есть              | Есть                        | Есть                               | Есть                        | Есть                                             |
| Дополнения к книге Есфири         | Есть                 | Есть               | Есть               | Есть                        | Нет               | Есть                        | Нет                                | Есть                        | Есть                                             |
| Иова                              | Есть                 | Есть               | Есть               | Есть                        | Есть              | Есть                        | Есть                               | Есть                        | Есть                                             |
| Псалмы 1-150                      | Есть                 | Есть               | Есть               | Есть                        | Есть              | Есть                        | Есть                               | Есть                        | Есть                                             |
| Псалом 151                        | Есть                 | Есть               | Нет                | Нет                         | Нет               | Есть                        | Нет                                | Есть                        | Есть                                             |
| Притчи Соломона                   | Есть                 | Есть               | Есть               | Есть                        | Есть              | Есть                        | Есть                               | Есть                        | Есть                                             |
| Екклезиаста                       | Есть                 | Есть               | Есть               | Есть                        | Есть              | Есть                        | Есть                               | Есть                        | Есть                                             |
| Песнь песней Соломона             | Есть                 | Есть               | Есть               | Есть                        | Есть              | Есть                        | Есть                               | Есть                        | Есть                                             |
| Премудрости Соломона              | Нет (неканоническая) | Есть               | Есть               | Есть                        | Нет               | Есть                        | Есть                               | Есть                        | Есть                                             |
| Премудрости Иисуса, сына Сирахова | Нет (неканоническая) | Есть               | Есть               | Есть                        | Нет               | Есть                        | Есть                               | Есть                        | Есть                                             |
| Исаии                             | Есть                 | Есть               | Есть               | Есть                        | Есть              | Есть                        | Есть                               | Есть                        | Есть                                             |
| Иеремии                           | Есть                 | Есть               | Есть               | Есть                        | Есть              | Есть                        | Есть                               | Есть                        | Есть                                             |
| Плач Иеремии                      | Есть                 | Есть               | Есть               | Есть                        | Есть              | Есть                        | Есть                               | Есть                        | Есть                                             |
| Послание Иеремии                  | Нет (неканоническая) | Есть               | Есть               | Есть (6 глава книги Варуха) | Нет               | Есть (6 глава книги Варуха) | Есть                               | Есть (6 глава книги Варуха) | Есть (6 глава книги Варуха)                      |
| Варуха                            | Нет (неканоническая) | Есть               | Есть               | Есть                        | Нет               | Есть                        | Есть                               | Есть                        | Есть                                             |
| Иезекииля                         | Есть                 | Есть               | Есть               | Есть                        | Есть              | Есть                        | Есть                               | Есть                        | Есть                                             |
| Даниила                           | Есть                 | Есть               | Есть               | Есть                        | Есть              | Есть                        | Есть                               | Есть                        | Есть                                             |
| Дополнения к книге Даниила        | Есть                 | Есть               | Есть               | Есть                        | Нет               | Есть                        | Есть                               | Есть                        | Есть                                             |
| Двенадцати малых пророков         | Есть                 | Есть               | Есть               | Есть                        | Есть              | Есть                        | Есть                               | Есть                        | Есть                                             |
| Первая Маккавейская               | Нет (неканоническая) | Есть               | Есть               | Есть                        | Нет               | Есть                        | Есть                               | Есть                        | Есть (не совпадает с книгой в других конфессиях) |
| Вторая Маккавейская               | Нет (неканоническая) | Есть               | Есть               | Есть                        | Нет               | Есть                        | Есть                               | Есть                        | Есть (не совпадает с книгой в других конфессиях) |
| Третья Маккавейская               | Нет (неканоническая) | Есть               | Есть               | Нет                         | Нет               | Есть                        | Есть                               | Нет                         | Есть (не совпадает с книгой в других конфессиях) |
| Третья Ездры                      | Нет (неканоническая) | Есть               | Нет                | Нет                         | Нет               | Есть (II Ездры)             | Нет                                | Нет                         | Есть (Ездра Сутуэль)                             |
| Вторая Варуха                     | Нет                  | Нет                | Нет                | Нет                         | Нет               | Нет                         | Есть                               | Нет                         | Нет                                              |
| Четвёртая Варуха                  | Нет                  | Нет                | Нет                | Нет                         | Нет               | Нет                         | Нет                                | Нет                         | Есть                                             |
| Еноха                             | Нет                  | Нет                | Нет                | Нет                         | Нет               | Нет                         | Нет                                | Нет                         | Есть                                             |
| Юбилеев                           | Нет                  | Нет                | Нет                | Нет                         | Нет               | Нет                         | Нет                                | Нет                         | Есть                                             |

В протестантских Библиях, в Библии короля Якова и Лютеранской Библии второканонические книги помещались в разделе под названием «Апокрифы» (The Apocrypha). В 1885 году они были исключены из Библии короля Якова, но остаются в Лютеранской Библии.
В Эфиопской Библии книга Ездры Сутуэль содержит только 3-14 главы Третьей книги Ездры (2-я книга Ездры в Библии короля Якова или 4-я книга Ездры в Вульгате), то есть не включает в себя латинский пролог (5-я книга Ездры) и латинский эпилог (6-я книга Ездры). Армянская версия этой книги отличается от других версий существенными дополнениями.

### Новый Завет
| Книги                              | Православная церковь | Католическая церковь | Протестантские церкви | Армянская, Сирийская, Коптская церкви | Эфиопская церковь | Маланкарская и Ассирийская церкви | Язык оригинала                                 |
| ---------------------------------- | -------------------- | -------------------- | --------------------- | ------------------------------------- | ----------------- | --------------------------------- | ---------------------------------------------- |
| Канонические Евангелия             |                      |                      |                       |                                       |                   |                                   |                                                |
| от Матфея                          | Есть                 | Есть                 | Есть                  | Есть                                  | Есть              | Есть                              | Вероятно греческий                             |
| от Марка                           | Есть                 | Есть                 | Есть                  | Есть                                  | Есть              | Есть                              | Греческий                                      |
| от Луки                            | Есть                 | Есть                 | Есть                  | Есть                                  | Есть              | Есть                              | Греческий                                      |
| от Иоанна                          | Есть                 | Есть                 | Есть                  | Есть                                  | Есть              | Есть                              | Греческий                                      |
| Апостольская история               |                      |                      |                       |                                       |                   |                                   |                                                |
| Деяния                             | Есть                 | Есть                 | Есть                  | Есть                                  | Есть              | Есть                              | Греческий                                      |
| Соборные послания                  |                      |                      |                       |                                       |                   |                                   |                                                |
| Иакова                             | Есть                 | Есть                 | Есть                  | Есть                                  | Есть              | Есть                              | Греческий                                      |
| 1 Петра                            | Есть                 | Есть                 | Есть                  | Есть                                  | Есть              | Есть                              | Греческий                                      |
| 2 Петра                            | Есть                 | Есть                 | Есть                  | Есть                                  | Есть              | Нет                               | Греческий                                      |
| 1 Иоанна                           | Есть                 | Есть                 | Есть                  | Есть                                  | Есть              | Есть                              | Греческий                                      |
| 2 Иоанна                           | Есть                 | Есть                 | Есть                  | Есть                                  | Есть              | Нет                               | Греческий                                      |
| 3 Иоанна                           | Есть                 | Есть                 | Есть                  | Есть                                  | Есть              | Нет                               | Греческий                                      |
| Иуды                               | Есть                 | Есть                 | Есть                  | Есть                                  | Есть              | Нет                               | Греческий                                      |
| Послания Павла                     |                      |                      |                       |                                       |                   |                                   |                                                |
| Римлянам                           | Есть                 | Есть                 | Есть                  | Есть                                  | Есть              | Есть                              | Греческий                                      |
| 1 Коринфянам                       | Есть                 | Есть                 | Есть                  | Есть                                  | Есть              | Есть                              | Греческий                                      |
| 2 Коринфянам                       | Есть                 | Есть                 | Есть                  | Есть                                  | Есть              | Есть                              | Греческий                                      |
| Галатам                            | Есть                 | Есть                 | Есть                  | Есть                                  | Есть              | Есть                              | Греческий                                      |
| Ефесянам                           | Есть                 | Есть                 | Есть                  | Есть                                  | Есть              | Есть                              | Греческий                                      |
| Филиппийцам                        | Есть                 | Есть                 | Есть                  | Есть                                  | Есть              | Есть                              | Греческий                                      |
| Колоссянам                         | Есть                 | Есть                 | Есть                  | Есть                                  | Есть              | Есть                              | Греческий                                      |
| 1 Фессалоникийцам                  | Есть                 | Есть                 | Есть                  | Есть                                  | Есть              | Есть                              | Греческий                                      |
| 2 Фессалоникийцам                  | Есть                 | Есть                 | Есть                  | Есть                                  | Есть              | Есть                              | Греческий                                      |
| 1 Тимофею                          | Есть                 | Есть                 | Есть                  | Есть                                  | Есть              | Есть                              | Греческий                                      |
| 2 Тимофею                          | Есть                 | Есть                 | Есть                  | Есть                                  | Есть              | Есть                              | Греческий                                      |
| Титу                               | Есть                 | Есть                 | Есть                  | Есть                                  | Есть              | Есть                              | Греческий                                      |
| Филимону                           | Есть                 | Есть                 | Есть                  | Есть                                  | Есть              | Есть                              | Греческий                                      |
| Евреям                             | Есть                 | Есть                 | Есть                  | Есть                                  | Есть              | Есть                              | Вероятно греческий                             |
| Откровение                         |                      |                      |                       |                                       |                   |                                   |                                                |
| Откровение Иоанна Богослова        | Есть                 | Есть                 | Есть                  | Есть                                  | Есть              | Нет                               | Греческий                                      |
| Дополнительные книги               |                      |                      |                       |                                       |                   |                                   |                                                |
| Синодос (4 книги или раздела)      | Нет                  | Нет                  | Нет                   | Нет                                   | Есть              | Нет                               | Арабский                                       |
| Книга Завета (2 книги или раздела) | Нет                  | Нет                  | Нет                   | Нет                                   | Есть              | Нет                               | Греческий (перевод с греческого или коптского) |
| Книга Климента                     | Нет                  | Нет                  | Нет                   | Нет                                   | Есть              | Нет                               | Арабский или греческий                         |
| Дидаскалия                         | Нет                  | Нет                  | Нет                   | Нет                                   | Есть              | Нет                               | Греческий                                      |

В общем, среди христианских Церквей, канон Нового Завета является согласованным списком 27 книг, за исключением Маланкарской, Ассирийской и Эфиопской древневосточных Церквей. При этом порядок книг также может быть разным. Новый Завет имеет разные порядки в лютеранской, славянской, эфиопской, сирийской и армянской традициях. Протестантские Библии в России обычно следуют местному православному порядку Нового Завета.
Первое и Второе послания Климента, Дидахе, Пастырь Гермы, а также другие послания, возможно написанные Апостольскими Отцами когда-то считались Писаниями некоторыми ранними Отцами Церкви. Они до сих пор почитаются в православной и католической традициях, как и Протоевангелие Иакова, хотя эти книги не считаются каноническими в любой традиции.
Третье послание к Коринфянам и Заветы двенадцати патриархов когда-то считались частью армянской православной Библии, но в современных изданиях больше не печатаются. Послание к Лаодикийцам когда-то было частью латинской Вульгаты и было включено в английский перевод Джона Уиклифа.
Полные догматические определения канонов не были сделаны до Тридентского собора 1546 года для Римско-католической церкви, 39 статей 1563 года для Церкви Англии.
Примечания к таблице
1. 1 2 3 4  Эти четыре произведения были поставлены под «вопрос» Мартином Лютером, который изменил порядок своего Нового Завета, чтобы отразить это, но не исключил эти книги, а поместил в конце Нового Завета